# پریلوک
پریلوک (به لاتین: Priluk) یک منطقهٔ مسکونی در روسیه است که در استان آرخانگلسک واقع شده‌است. پریلوک ۱۷ نفر جمعیت دارد.